# Memphis Depay
Memphis Depay (Moordrecht, 13 februari 1994), ook bekend als Memphis, is een Nederlands voetballer die als aanvaller voor Corinthians speelt. Depay debuteerde in 2013 in het Nederlands elftal.

## Jeugd
Depay heeft een Ghanese vader en Nederlandse moeder. Hij gebruikt als shirtnaam 'Memphis' omdat hij geen goede band en contact heeft met zijn vader, die van zijn moeder scheidde toen hij vier jaar oud was. Depay begon met voetballen bij VV Moordrecht en werd op negenjarige leeftijd opgenomen in de jeugdopleiding van Sparta. Die verruilde hij op twaalfjarige leeftijd voor die van PSV, waar hij alle jeugdelftallen doorliep. Depay is opgegroeid met het christelijk geloof en uit dat ook op het voetbalveld.

## Clubcarrière

### PSV

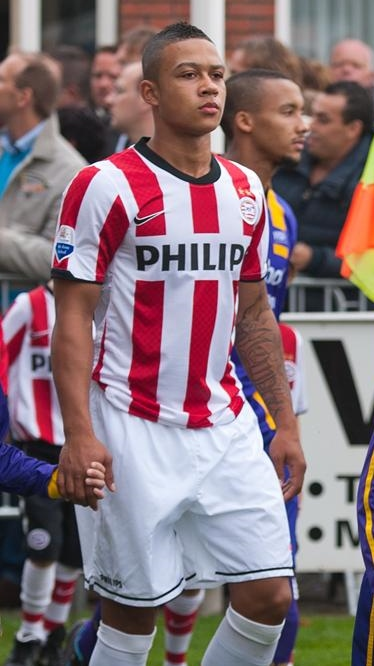
Depay tijdens zijn officiële debuut voor PSV, 2011

Coach Fred Rutten haalde Depay in het seizoen 2011/2012 als stagiair bij de selectie van PSV. Hij kreeg er rugnummer 22. Depay debuteerde op 21 september 2011 in de hoofdmacht in de tweede ronde van de KNVB beker, uit tegen VVSB (0-8). Hij scoorde in die wedstrijd zowel de 0-1 als de 0-5. Op 26 februari 2012 debuteerde Depay in de Eredivisie in het thuisduel tegen Feyenoord (3-2). Op 18 maart scoorde Depay zijn eerste goal in de thuiswedstrijd tegen sc Heerenveen (5-1). In zijn eerste seizoen speelde hij uiteindelijk elf officiële wedstrijden.
Het seizoen 2012/2013 startte Depay als volwaardig lid van de selectie van PSV. Hij speelt sindsdien met zijn voornaam Memphis op de achterkant van zijn shirt. Trainer Dick Advocaat deed regelmatig een beroep op Depay, die dat seizoen 29 wedstrijden zou spelen.
In het seizoen 2013/2014 werd Phillip Cocu, die Depay nog kende uit diens tijd als jeugdspeler, hoofdtrainer van de club. Toen Dries Mertens naar Napoli vertrok, nam Depay zijn plaats als linkeraanvaller over. Hij groeide dat seizoen uit tot een van de beste spelers van PSV. Hij profileerde zichzelf als dragende speler door onder meer belangrijke goals te maken in Europees verband tegen Zulte Waregem en Tsjornomorets. In de Eredivisie kwam hij dat seizoen tot twaalf doelpunten in 32 wedstrijden. Op zaterdag 15 maart 2014 liep hij in het competitieduel uit tegen Vitesse (1-2) een barst in zijn oogkas op na een elleboogstoot van Vitesse-speler Renato Ibarra. Hierdoor speelde hij de thuiswedstrijd tegen Roda JC (3-1) een week later met een beschermend masker.

#### Titel en topscorer
Depay tekende op 23 augustus 2014 een nieuw contract dat hem tot en met 2018 verbond aan PSV. In het daaropvolgende seizoen was hij meer en meer beslissend voor de club door tijdens wedstrijden de eerste en/of winnende goal te maken. Op zaterdag 18 april 2015 schoot hij uit een vrije trap zijn twintigste competitiedoelpunt van dat seizoen binnen. PSV won die dag mede daardoor met 4-1 van sc Heerenveen, waardoor de nationale titel definitief naar de Eindhovense club ging en Depay voor het eerst in zijn carrière landskampioen werd. Depay werd in zijn laatste jaar bij PSV met 22 doelpunten topscorer van de Eredivisie. Daarmee was hij de jongste topscorer in de Eredivisie sinds Ronaldo in het seizoen 1994/1995, ook als speler van PSV. Depay werd in mei 2015 tevens uitverkozen tot Nederlands Talent van het Jaar.

### Manchester United

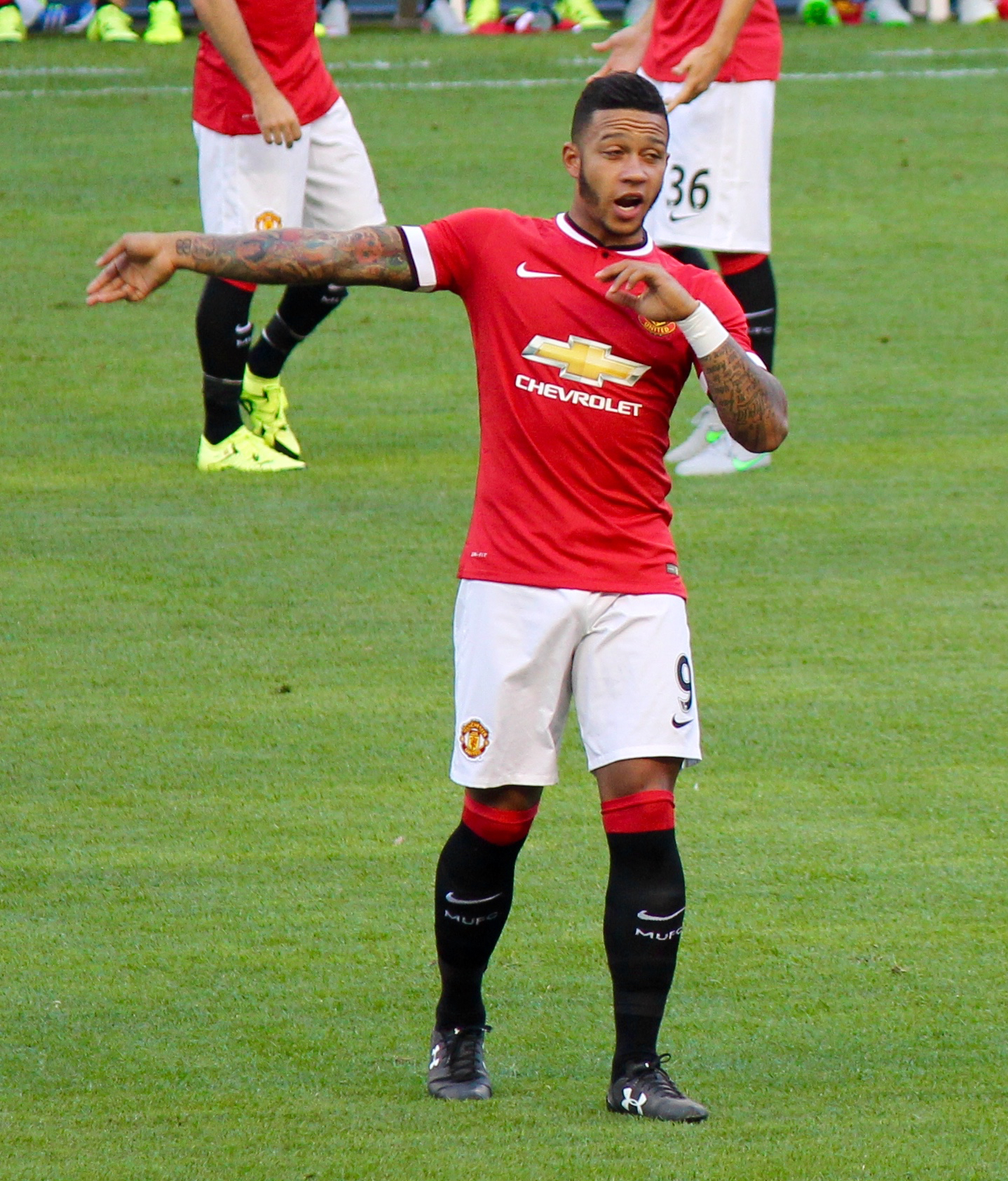
Memphis Depay in zijn debuutwedstrijd voor Manchester United, 2015

In mei 2015 stond Depay in de belangstelling van diverse buitenlandse clubs. PSV kwam op 7 mei 2015 tot een akkoord met Manchester United over een transfer van Depay, nadat de club eerder al een akkoord had bereikt met Paris Saint-Germain en er concrete interesse was van Liverpool. De speler zelf was op dat moment ook al akkoord met de club van coach Louis van Gaal. Depay speelde eerder onder Van Gaal toen deze bondscoach was van het Nederlands elftal tijdens het WK 2014. Het transferbedrag bedroeg volgens het tijdschrift Voetbal International 27,5 miljoen euro, exclusief zo'n vierenhalf miljoen aan mogelijke bonussen, maar volgens de BBC 34 miljoen euro, exclusief negen miljoen aan mogelijke bonussen. Daarnaast bedong PSV een doorverkooppercentage. Technisch directeur Marcel Brands gaf geen duidelijkheid over het exacte bedrag, maar zei in een interview in Voetbal International in september 2015 dat het 'wel wat meer' was dan 31 miljoen euro. Het blad ging toen zelf inmiddels ook uit van 34 miljoen met nog negen miljoen euro extra aan eventuele bonussen. De vergoeding voor de transfer oversteeg hiermee de overgang van Ruud van Nistelrooij van PSV naar Manchester United uit 2001, waar omgerekend 30,5 miljoen euro mee gemoeid was. Daarmee werd het de duurste transfer ooit vanuit de Nederlandse competitie. Depay tekende op 12 juni 2015 een contract tot medio 2019 met een optie voor nog een jaar. Hij was de tiende Nederlandse speler ooit die bij Manchester United tekende.
Depay maakte op 17 juli 2015 zijn officieuze debuut voor Manchester United, in een oefenwedstrijd in Seattle tegen Club América. Van Gaal positioneerde hem gedurende de eerste helft achter spits Wayne Rooney en verving hem na rust door Jesse Lingard. Naast Depay maakten ook Matteo Darmian, Bastian Schweinsteiger en Morgan Schneiderlin – de maker van het winnende doelpunt – die dag hun debuut voor United. Vier dagen later maakte Depay zijn eerste doelpunten voor United. Dit deed hij tijdens een oefenduel tegen de San Jose Earthquakes (3-1 winst), waarin hij de eerste helft meespeelde. Depay maakte op 8 augustus 2015 ook zijn officiële debuut voor Manchester United, tijdens de eerste speelronde van het seizoen 2015/16 in de Premier League. Hij begon die dag in het basiselftal in een met 1-0 gewonnen wedstrijd thuis tegen Tottenham Hotspur. Hij werd in de 68ste minuut gewisseld voor Ander Herrera. Depays eerste officiële doelpunt voor Manchester United volgde op 18 augustus 2015. In een met 3-1 gewonnen wedstrijd in de voorronde van de UEFA Champions League thuis tegen Club Brugge, schoot hij in de dertiende minuut de gelijkmakende 1-1 in de rechterbenedenhoek. Hij schoot in de 43ste minuut vervolgens ook de 2-1 binnen en gaf de voorzet bij het derde doelpunt. Depay maakte op 15 september 2015 zijn debuut in het hoofdtoernooi van UEFA Champions League. Die dag verloor hij met Manchester United in Eindhoven met 2-1 van PSV. Hij maakte zelf in de 41ste minuut nog wel 0-1 tegen zijn oude club, zijn eerste doelpunt in de groepsfase van de Champions League. Depays eerste doelpunt in de Premier League volgde op 26 september 2015. Die dag maakte hij thuis tegen Sunderland na 45 minuten de 1-0. In het verdere seizoen viel Depay steeds meer buiten de boot bij Manchester United en kwam er steeds meer kritiek op Depays spel en levensstijl buiten het veld. Het jaar eindigde voor United op de vijfde plaats in de Premier League. Hoewel wel de FA Cup werd bemachtigd, besloot de club trainer Van Gaal te ontslaan. Depay zelf speelde 29 wedstrijden in de Premier League, waarvan het merendeel als invaller.
Aan het begin van het seizoen 2016/17 spraken diverse Engelse media over een aanstaand vertrek van Depay bij Manchester United. De nieuwe trainer José Mourinho gaf in augustus echter aan hem graag bij de selectie te houden. Depay speelde echter weinig in de eerste helft van het seizoen, omdat Mourinho de voorkeur gaf aan concurrenten als Marcus Rashford en Anthony Martial. Nadat zijn situatie bij Manchester steeds uitzichtlozer werd, kwam er interesse van diverse andere clubs. Ronald Koeman wilde Depay graag naar Everton halen. Daarnaast was er Engelse interesse van Tottenham Hotspur FC. Vanuit Frankrijk toonde koploper OGC Nice belangstelling, maar zij wilde niet voldoen aan de door United verlangde transfersom. Memphis koos uiteindelijk voor Olympique Lyon.

### Olympique Lyonnais

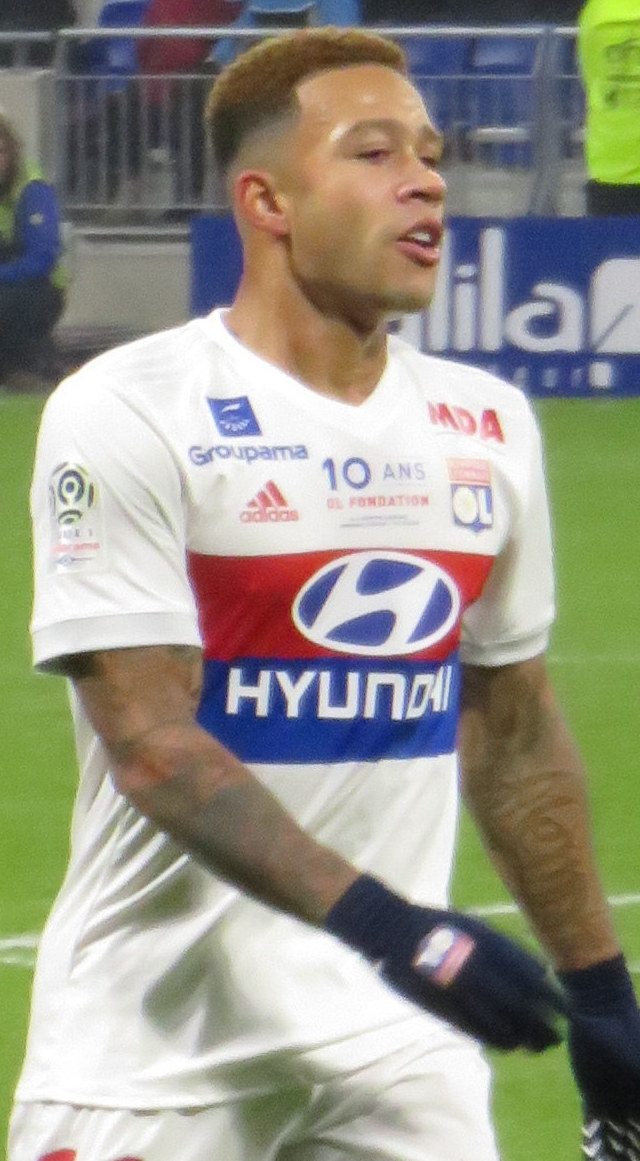
Depay in het shirt van Lyon, 2017

Depay tekende op 20 januari 2017 een contract voor 4,5 jaar bij Olympique Lyonnais, waarmee hij toen al enige tijd in gesprek was. De Franse club betaalde circa €16.000.000,- voor hem aan Manchester United, dat tot €9.000.000,- aan eventuele bonussen in het vooruitzicht kreeg. Manchester United bedong tevens een terugkoopclausule. De transfer staat bekend als de eerste 'laptop transfer' in het voetbal, Depay maakte zijn keuze voor Lyon met behulp van computer modellen van data intelligentie bedrijf SciSports. Trainer José Mourinho nam bij zijn afscheid afstand van het negatieve publieke beeld dat van Depay was ontstaan en sprak lovend over zijn professionele instelling. Twee dagen na het tekenen van zijn contract maakte Depay zijn debuut voor Lyon, tijdens een met 3–1 gewonnen competitiewedstrijd thuis tegen Olympique Marseille. Hij viel de dag in de 79e minuut in voor Mathieu Valbuena. De eindstand stond toen al op het scorebord. Depay begon op 28 januari 2017 voor het eerst in de basis bij Olympique Lyonnais, in een met 1–2 verloren competitiewedstrijd thuis tegen Lille OSC. Depay maakte op 8 februari 2017 zijn eerste doelpunt voor Lyon, in een met 4–0 gewonnen competitiewedstrijd thuis tegen AS Nancy. Hij schoot in de 58ste minuut op aangeven van Maxime Gonalons de eindstand op het bord.
Depay had in het seizoen 2017/18 een basisplaats bij Lyon. Hij kreeg in december 2017 de prijs voor het mooiste doelpunt in de Franse competitie van 2017, voor een doelpunt tegen Toulouse FC op 12 maart dat jaar. Depay werd in april 2018 uitgeroepen tot Speler van de Maand april in de Ligue 1. Hij hielp Lyon op de laatste speelronde van de competitie, op 19 mei 2018, met een zuivere hattrick aan een cruciale 3–2 zege tegen OGC Nice, waardoor de ploeg op de derde plaats eindigde en zich kwalificeerde voor de Champions League. Depay speelde op 31 augustus met zijn team tegen OGC Nice. Toen hij later die dag thuiskwam, was er bij hem ingebroken.
Depay scheurde op 15 december 2019 in een competitieduel tegen Stade Rennes de voorste kruisband in zijn linkerknie. Hiermee kwam de rest van zijn seizoen voor hem in gevaar. Hij herstelde snel, en zijn rentree volgde in juli 2020. Doordat de coronapandemie het verloop van het seizoen vertraagd had kon hij in augustus deelnemen aan de kwartfinale en de halve finale van de Champions League namens Lyon. Het seizoen erop wist hij zijn plek in de basis terug te winnen en groeide hij uit tot meest waardevolle speler van de selectie. Uiteindelijk eindigde hij met zijn ploeg op een teleurstellende vierde plaats, waardoor ze zich kwalificeerde voor de Europa League terwijl er was gehoopt op Champions League deelname. Depay besloot zijn contract bij de Fransen niet te verlengen en zou daardoor met ingang van 30 juni 2021 een transfervrije status krijgen. Ook verbrak hij de samenwerking met het bureau dat zijn zaken deed, SEG Football, nadat deze in opspraak was gekomen met een zaak rondom de transfer van Stefan de Vrij naar Internazionale van een paar jaar eerder.

### FC Barcelona

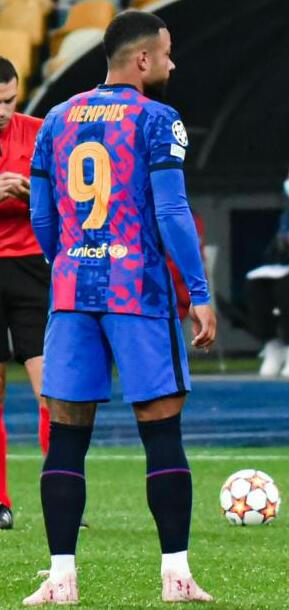
Depay met FC Barcelona in 2021

In juni 2021 kwam hij tot een akkoord bij FC Barcelona over een tweejarig contract, waar hij herenigd zou worden met oud-bondscoach Ronald Koeman. Op 22 juli 2021 werd Memphis officieel gepresenteerd als speler van de Catalaanse club. Op 15 augustus maakte Memphis zijn debuut voor Barcelona in de met 4-2 gewonnen wedstrijd tegen Real Sociedad. Zijn eerste doelpunt maakte hij, zes dagen later, in zijn tweede wedstrijd. Tegen Athletic Bilbao zorgde Depay voor de uiteindelijke eindstand; 1-1.

### Atletico Madrid
Op 20 januari 2023 tekende Memphis een contract tot en met de zomer van 2025 bij Atlético Madrid. Hij maakte zijn debuut voor Atlético een dag later in de wedstrijd tegen Real Valladolid. In de wedstrijd tegen Celta de Vigo op 12 februari maakte Memphis zijn eerste doelpunt voor zijn nieuwe club. Hij maakte de enige goal van de wedstrijd. Aan het einde van het seizoen 2023/24 liet Atlético Madrid hem transfervrij vertrekken.

### Corinthians
Depay tekende op 9 september 2024 een contract tot 31 december 2026 bij Corinthians, dat op dat moment in de degradatiezone bivakkeerde van de Braziliaanse Série A.

## Clubstatistieken
| Seizoen                     | Club              | Competitie     | Competitie | Competitie | Competitie | Beker | Beker | Beker | Internationaal | Internationaal | Internationaal | Totaal | Totaal | Totaal |
| Seizoen                     | Club              | Competitie     | Wed.       | Dlp.       | Ass.       | Wed.  | Dlp.  | Ass.  | Wed.           | Dlp.           | Ass.           | Wed.   | Dlp.   | Ass.   |
| --------------------------- | ----------------- | -------------- | ---------- | ---------- | ---------- | ----- | ----- | ----- | -------------- | -------------- | -------------- | ------ | ------ | ------ |
| 2011/12                     | PSV               | Eredivisie     | 8          | 3          | 1          | 3     | 2     | 2     | 0              | 0              | 0              | 11     | 5      | 3      |
| 2012/13                     | PSV               | Eredivisie     | 20         | 2          | 3          | 5     | 1     | 3     | 5              | 0              | 3              | 30     | 3      | 6      |
| 2013/14                     | PSV               | Eredivisie     | 32         | 12         | 9          | 1     | 0     | 0     | 10             | 2              | 2              | 43     | 14     | 11     |
| 2014/15                     | PSV               | Eredivisie     | 30         | 22         | 7          | 1     | 0     | 0     | 9              | 6              | 2              | 40     | 28     | 9      |
| 2015/16                     | Manchester United | Premier League | 29         | 2          | 1          | 5     | 0     | 2     | 11             | 5              | 4              | 45     | 7      | 7      |
| 2016/17                     | Manchester United | Premier League | 4          | 0          | 0          | 1     | 0     | 0     | 3              | 0              | 0              | 8      | 0      | 0      |
| 2016/17                     | Olympique Lyon    | Ligue 1        | 17         | 5          | 9          | 1     | 0     | 0     | -              | -              | -              | 18     | 5      | 9      |
| 2017/18                     | Olympique Lyon    | Ligue 1        | 36         | 19         | 13         | 5     | 0     | 1     | 10             | 3              | 3              | 51     | 22     | 17     |
| 2018/19                     | Olympique Lyon    | Ligue 1        | 36         | 10         | 12         | 3     | 1     | 2     | 8              | 1              | 4              | 47     | 12     | 18     |
| 2019/20                     | Olympique Lyon    | Ligue 1        | 13         | 9          | 4          | 1     | 0     | 0     | 8              | 6              | 0              | 22     | 15     | 4      |
| 2020/21                     | Olympique Lyon    | Ligue 1        | 37         | 20         | 12         | 3     | 2     | 0     | -              | -              | -              | 40     | 22     | 12     |
| 2021/22                     | FC Barcelona      | La Liga        | 28         | 12         | 2          | 1     | 0     | 0     | 9              | 1              | 0              | 38     | 13     | 2      |
| 2022/23                     | FC Barcelona      | La Liga        | 2          | 1          | 1          | 1     | 0     | 0     | 1              | 0              | 0              | 4      | 1      | 0      |
| 2022/23                     | Atlético Madrid   | La Liga        | 8          | 4          | 0          | 1     | 0     | 0     | 0              | 0              | 0              | 9      | 4      | 0      |
| 2023/24                     | Atlético Madrid   | La Liga        | 23         | 5          | 1          | 5     | 3     | 1     | 3              | 1              | 0              | 31     | 9      | 2      |
| 2024                        | Corinthians       | Série A        | 11         | 7          | 1          | 3     | 0     | 3     | 0              | 0              | 0              | 14     | 7      | 4      |
| 2025                        | Corinthians       | Série A        | 20         | 5          | 8          | 0     | 0     | 0     | 8              | 1              | 2              | 28     | 6      | 10     |
| Carrièretotaal              | Carrièretotaal    | Carrièretotaal | 354        | 138        | 84         | 40    | 9     | 14    | 85             | 26             | 20             | 479    | 173    | 118    |
| Bijgewerkt op 10 juni 2025. |                   |                |            |            |            |       |       |       |                |                |                |        |        |        |

## Interlandcarrière

### Jeugdelftallen
Als jeugdinternational werd Depay in 2011 met het Nederlands voetbalelftal onder 17 Europees kampioen. Samen met zijn ploeggenoten versloeg Depay in de finale Duitsland onder 17 met 5-2. Depay was een van de doelpuntenmakers.
Hij kwam ook uit voor Nederland onder 19 en voor Jong Oranje, het Nederlands team voor spelers jonger dan 21 jaar. Depay werd in mei 2013 door bondscoach Cor Pot geselecteerd voor het Europees kampioenschap voetbal onder 21 in Israël. Hij maakte zijn debuut op 24 mei met een basisplaats als linksbuiten in een oefenwedstrijd tegen de leeftijdsgenoten van Australië. Op het toernooi zelf had Depay geen basisplaats maar kreeg hij wel drie invalbeurten. Nederland strandde in de halve finale.

### Nederlands elftal
Op 15 oktober 2013 debuteerde Depay onder bondscoach Louis van Gaal in het Nederlands elftal in een WK-kwalificatieduel in en tegen Turkije (0-2). Op 17 mei 2014 speelde hij zijn eerste volledige oefeninterland tegen Ecuador (1-1) en werd hij na afloop beschouwd als een van de betere spelers bij Nederland.

#### Wereldkampioenschap 2014
Depay kreeg een plek toebedeeld in de 23-koppige selectie voor het WK 2014 in Brazilië. Op 18 juni 2014 maakte hij zijn debuut op de eindronde in de tweede groepswedstrijd tegen Australië, waarin hij in de 45ste minuut inviel voor de met een lichte hersenschudding uitgevallen Bruno Martins Indi. Met een assist en het winnende doelpunt was hij bepalend voor de 3-2-eindstand. Met zijn leeftijd van twintig jaar en vier maanden was Depay de jongste Nederlandse doelpuntenmaker ooit op een WK. Zijn tweede doelpunt op datzelfde WK maakte hij in de wedstrijd tegen Chili (2-0) op 23 juni, in de tweede minuut van de blessuretijd op aangeven van Arjen Robben.
In de achtste finale tegen Mexico (2–1) verving Depay in de 56ste minuut verdediger Paul Verhaegh. In de kwartfinale tegen Costa Rica (0-0) kreeg hij weer een basisplaats. Nederland won deze na strafschoppen. Depays laatste actie op het wereldkampioenschap had toen echter al plaatsgevonden; hij werd een kwartier voor het einde van de reguliere speeltijd vervangen door Jeremain Lens. Nederland behaalde op het WK uiteindelijk de derde plaats, na een 0–3 overwinning op Brazilië in de troostfinale.
Door zijn spel op het toernooi werd Depay samen met de Fransen Paul Pogba en Raphaël Varane genomineerd voor de Young Player Award. De prijs ging uiteindelijk naar Pogba.

#### Na het WK 2014

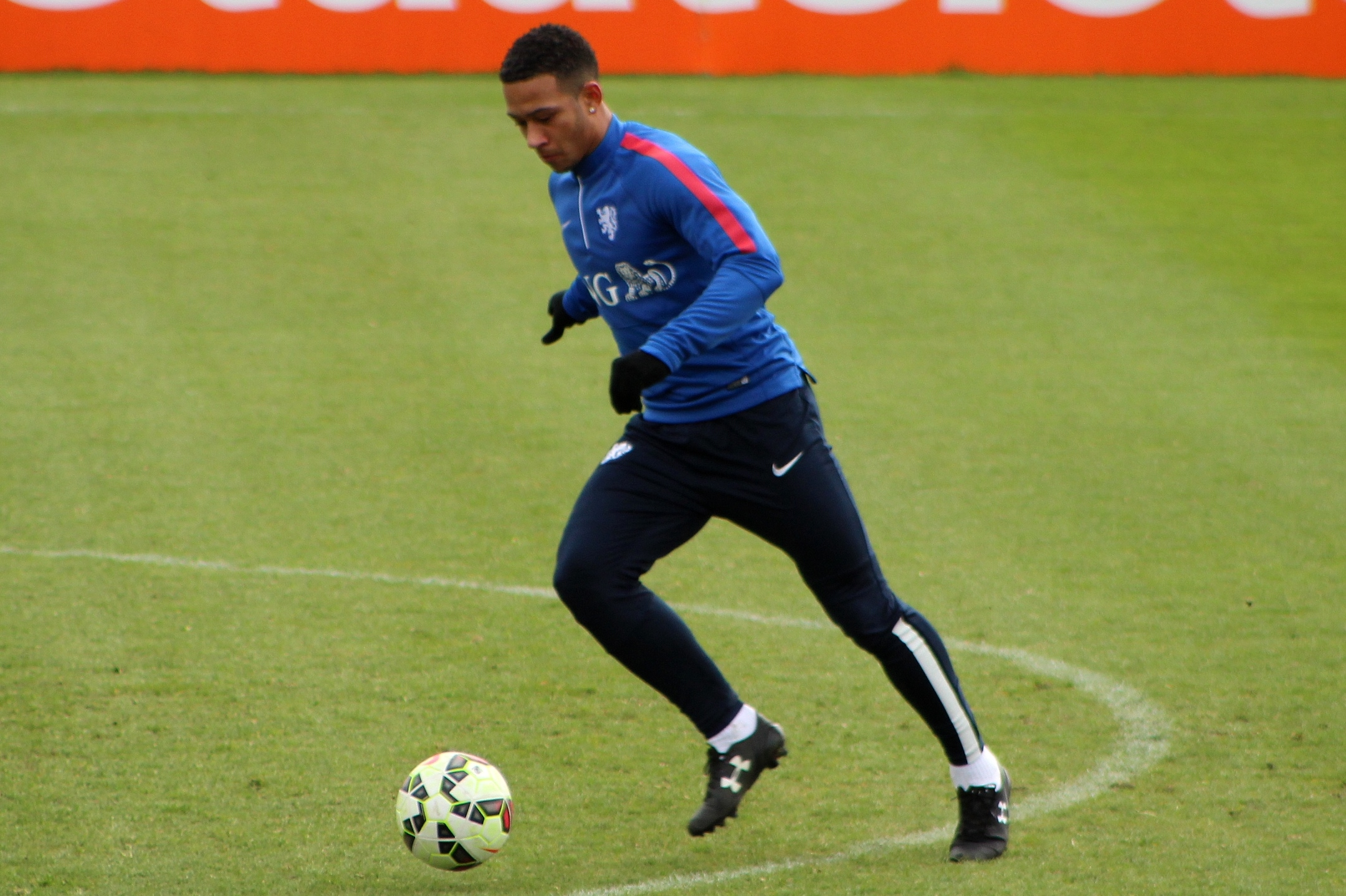
Depay tijdens een training van het Nederlands elftal, 2015

Ook na het WK 2014 bleef Depay een vaste waarde in Oranje. Het Nederlands elftal kwalificeerde zich niet voor het EK 2016, noch voor het WK 2018. Depay bereikte in 2019 met Oranje wel de finale van de eerste editie van de UEFA Nations League. Onder het bewind van de in februari 2018 aangetreden Ronald Koeman was Depay met tien doelpunten en tien assists betrokken bij twintig van de eerste 34 goals die het Nederlands elftal maakte onder leiding van deze bondscoach. Het was ook Koeman die Depay vanaf maart 2018, nadat hij in Oranje altijd linksbuiten had gespeeld, in het vervolg in de spits liet spelen.

#### EK 2020 (gespeeld in 2021)
Nadat Depay op 15 december 2019 de voorste kruisband van zijn linkerknie afscheurde, werd gevreesd voor zijn deelname aan het EK 2020. Achteraf bleek deze vrees voor niets te zijn geweest, want het EK werd vanwege de coronapandemie met een jaar uitgesteld. Depay werd door bondscoach Frank de Boer opgenomen in de definitieve selectie voor het eindtoernooi. Tijdens dit toernooi speelde Depay alle wedstrijden en maakte hij twee doelpunten.

#### WK 2022
Op 7 september 2021 scoorde Depay in de met 6–1 gewonnen groepswedstrijd in de kwalificatiefase, thuis tegen Turkije, een hattrick. Hiermee kwam hij met in totaal 33 interlanddoelpunten gelijk te staan met Abe Lenstra en Johan Cruijff. Voorafgaande aan het WK was hij geblesseerd, waardoor hij de eerste twee wedstrijden slechts deels kon meedoen. Voor de derde wedstrijd tegen Qatar was hij fit genoeg om te starten. In de met 3-1 gewonnen achtste finale tegen de Verenigde Staten toonde hij een stijgende vorm, en maakte hij het eerste doelpunt in de wedstrijd.

#### EK 2024
Hij werd eveneens door Koeman opgeroepen voor het EK 2024, hoewel hij op dat moment worstelde met blessures. Hij speelde echter alle zes de wedstrijden op het toernooi, tot hij in de halve finale met een blessure uitviel. Hij scoorde eenmaal. 

#### Nations League
Op 23 maart 2025 speelde hij in de kwartfinale van de Nations League 2024/25 tegen Spanje zijn 100'ste interland voor Nederland, waarmee hij de tiende speler werd om dat aantal te bereiken.

#### WK 2026
Op 10 juni 2025 scoorde hij in een kwalificatiewedstrijd tegen Malta twee doelpunten.  Daarmee evenaarde hij het record van Van Persie met 50 doelpunten in 102 Interlands.

#### Statistieken Interlands
| Interlands van Memphis Depay voor Nederland | Interlands van Memphis Depay voor Nederland | Interlands van Memphis Depay voor Nederland | Interlands van Memphis Depay voor Nederland | Interlands van Memphis Depay voor Nederland | Interlands van Memphis Depay voor Nederland |
| No.                                         | Datum                                       | Wedstrijd                                   | Uitslag                                     | Soort wedstrijd                             | Goals                                       |
| ------------------------------------------- | ------------------------------------------- | ------------------------------------------- | ------------------------------------------- | ------------------------------------------- | ------------------------------------------- |
|                                             |                                             |                                             |                                             |                                             |                                             |
| Als speler bij PSV                          | Als speler bij PSV                          | Als speler bij PSV                          | Als speler bij PSV                          | Als speler bij PSV                          | 3                                           |
| 1.                                          | 15 oktober 2013                             | Turkije – Nederland                         | 0 – 2                                       | Kwalificatie WK 2014                        |                                             |
| 2.                                          | 16 november 2013                            | Japan – Nederland                           | 2 – 2                                       | Vriendschappelijk                           |                                             |
| 3.                                          | 19 november 2013                            | Nederland – Colombia                        | 0 – 0                                       | Vriendschappelijk                           |                                             |
| 4.                                          | 5 maart 2014                                | Frankrijk – Nederland                       | 2 – 0                                       | Vriendschappelijk                           |                                             |
| 5.                                          | 17 mei 2014                                 | Nederland – Ecuador                         | 1 – 1                                       | Vriendschappelijk                           |                                             |
| 6.                                          | 31 mei 2014                                 | Nederland – Ghana                           | 1 – 0                                       | Vriendschappelijk                           |                                             |
| 7.                                          | 18 juni 2014                                | Australië – Nederland                       | 2 – 3                                       | WK 2014                                     | 68'                                         |
| 8.                                          | 23 juni 2014                                | Nederland – Chili                           | 2 – 0                                       | WK 2014                                     | 90+2'                                       |
| 9.                                          | 29 juni 2014                                | Nederland – Mexico                          | 2 – 1                                       | WK 2014                                     |                                             |
| 10.                                         | 5 juli 2014                                 | Nederland – Costa Rica                      | 0 – 0 (4 – 3 n.s.)                          | WK 2014                                     |                                             |
| 11.                                         | 9 september 2014                            | Tsjechië – Nederland                        | 2 – 1                                       | Kwalificatie EK 2016                        |                                             |
| 12.                                         | 14 november 2014                            | Nederland – Mexico                          | 2 – 3                                       | Vriendschappelijk                           |                                             |
| 13.                                         | 16 november 2014                            | Nederland – Letland                         | 6 – 0                                       | Kwalificatie EK 2016                        |                                             |
| 14.                                         | 28 maart 2015                               | Nederland – Turkije                         | 1 – 1                                       | Kwalificatie EK 2016                        |                                             |
| 15.                                         | 31 maart 2015                               | Nederland – Spanje                          | 2 – 0                                       | Vriendschappelijk                           |                                             |
| 16.                                         | 5 juni 2015                                 | Nederland – Verenigde Staten                | 3 – 4                                       | Vriendschappelijk                           | 53'                                         |
| 17.                                         | 12 juni 2015                                | Letland – Nederland                         | 0 – 2                                       | Kwalificatie EK 2016                        |                                             |
| Als speler bij Manchester United            | Als speler bij Manchester United            | Als speler bij Manchester United            | Als speler bij Manchester United            | Als speler bij Manchester United            | 2                                           |
| 18.                                         | 3 september 2015                            | Nederland – IJsland                         | 0 – 1                                       | Kwalificatie EK 2016                        |                                             |
| 19.                                         | 6 september 2015                            | Turkije – Nederland                         | 3 – 0                                       | Kwalificatie EK 2016                        |                                             |
| 20.                                         | 10 oktober 2015                             | Kazachstan – Nederland                      | 1 – 2                                       | Kwalificatie EK 2016                        |                                             |
| 21.                                         | 13 oktober 2015                             | Nederland – Tsjechië                        | 2 – 3                                       | Kwalificatie EK 2016                        |                                             |
| 22.                                         | 25 maart 2016                               | Nederland – Frankrijk                       | 2 – 3                                       | Vriendschappelijk                           |                                             |
| 23.                                         | 29 maart 2016                               | Engeland – Nederland                        | 1 – 2                                       | Vriendschappelijk                           |                                             |
| 24.                                         | 27 mei 2016                                 | Ierland – Nederland                         | 1 – 1                                       | Vriendschappelijk                           |                                             |
| 25.                                         | 10 oktober 2016                             | Nederland – Frankrijk                       | 0 – 1                                       | Kwalificatie WK 2018                        |                                             |
| 26.                                         | 9 november 2016                             | Nederland – België                          | 1 – 1                                       | Vriendschappelijk                           |                                             |
| 27.                                         | 13 november 2016                            | Luxemburg – Nederland                       | 1 – 3                                       | Kwalificatie WK 2018                        | 58' 84'                                     |
| Als speler bij Olympique Lyonais            | Als speler bij Olympique Lyonais            | Als speler bij Olympique Lyonais            | Als speler bij Olympique Lyonais            | Als speler bij Olympique Lyonais            | 23                                          |
| 28.                                         | 28 maart 2017                               | Nederland - Italië                          | 1 – 2                                       | Vriendschappelijk                           |                                             |
| 29.                                         | 31 mei 2017                                 | Marokko - Nederland                         | 1 – 2                                       | Vriendschappelijk                           |                                             |
| 30.                                         | 4 juni 2017                                 | Nederland – Ivoorkust                       | 5 – 0                                       | Vriendschappelijk                           |                                             |
| 31.                                         | 9 juni 2017                                 | Nederland – Luxemburg                       | 5 – 0                                       | Kwalificatie WK 2018                        |                                             |
| 32.                                         | 7 oktober 2017                              | Wit-Rusland – Nederland                     | 1 – 3                                       | Kwalificatie WK 2018                        | 90+3'                                       |
| 33.                                         | 9 november 2017                             | Schotland – Nederland                       | 0 – 1                                       | Vriendschappelijk                           | 40'                                         |
| 34.                                         | 14 november 2017                            | Roemenië – Nederland                        | 0 – 3                                       | Vriendschappelijk                           | 47'                                         |
| 35.                                         | 23 maart 2018                               | Nederland – Engeland                        | 0 – 1                                       | Vriendschappelijk                           |                                             |
| 36.                                         | 26 maart 2018                               | Portugal – Nederland                        | 0 – 3                                       | Vriendschappelijk                           | 11'                                         |
| 37.                                         | 31 mei 2018                                 | Slowakije – Nederland                       | 1 – 1                                       | Vriendschappelijk                           |                                             |
| 38.                                         | 4 juni 2018                                 | Italië – Nederland                          | 1 – 1                                       | Vriendschappelijk                           |                                             |
| 39.                                         | 6 september 2018                            | Nederland – Peru                            | 2 – 1                                       | Vriendschappelijk                           | 60' 83'                                     |
| 40.                                         | 9 september 2018                            | Frankrijk – Nederland                       | 2 – 1                                       | Nations League 2018/19                      |                                             |
| 41.                                         | 13 oktober 2018                             | Nederland – Duitsland                       | 3 – 0                                       | Nations League 2018/19                      | 86'                                         |
| 42.                                         | 16 oktober 2018                             | België – Nederland                          | 1 – 1                                       | Vriendschappelijk                           |                                             |
| 43.                                         | 16 november 2018                            | Nederland – Frankrijk                       | 2 – 0                                       | Nations League 2018/19                      | 90+6'                                       |
| 44.                                         | 19 november 2018                            | Duitsland - Nederland                       | 2 – 2                                       | Nations League 2018/19                      |                                             |
| 45.                                         | 21 maart 2019                               | Nederland - Wit-Rusland                     | 4 – 0                                       | Kwalificatie EK 2020                        | 49' 55 (p.)'                                |
| 46.                                         | 24 maart 2019                               | Nederland - Duitsland                       | 2 – 3                                       | Kwalificatie EK 2020                        | 63'                                         |
| 47.                                         | 6 juni 2019                                 | Nederland – Engeland                        | 3 – 1                                       | Nations League 2018/19                      |                                             |
| 48.                                         | 9 juni 2019                                 | Portugal – Nederland                        | 1 – 0                                       | Nations League 2018/19                      |                                             |
| 49.                                         | 6 september 2019                            | Duitsland – Nederland                       | 2 – 4                                       | Kwalificatie EK 2020                        |                                             |
| 50.                                         | 9 september 2019                            | Estland – Nederland                         | 0 – 4                                       | Kwalificatie EK 2020                        | 76'                                         |
| 51.                                         | 10 oktober 2019                             | Nederland – Noord-Ierland                   | 3 – 1                                       | Kwalificatie EK 2020                        | 80' 90+4'                                   |
| 52.                                         | 19 november 2019                            | Nederland – Estland                         | 5 – 0                                       | Kwalificatie EK 2020                        |                                             |
| 53.                                         | 4 september 2020                            | Nederland – Polen                           | 1 – 0                                       | Nations League 2020/21                      |                                             |
| 54.                                         | 7 september 2020                            | Nederland – Italië                          | 0 – 1                                       | Nations League 2020/21                      |                                             |
| 55.                                         | 7 oktober 2020                              | Nederland – Mexico                          | 0 – 1                                       | Vriendschappelijk                           |                                             |
| 56.                                         | 14 oktober 2020                             | Italië – Nederland                          | 1 – 1                                       | Nations League 2020/21                      |                                             |
| 57.                                         | 11 november 2020                            | Nederland – Spanje                          | 1 – 1                                       | Vriendschappelijk                           |                                             |
| 58.                                         | 15 november 2020                            | Nederland – Bosnië en Herzegovina           | 3 – 1                                       | Nations League 2020/21                      | 55'                                         |
| 59.                                         | 18 november 2020                            | Polen – Nederland                           | 1 – 2                                       | Nations League 2020/21                      | 77'                                         |
| 60.                                         | 24 maart 2021                               | Turkije – Nederland                         | 4 – 2                                       | Kwalificatie WK 2022                        |                                             |
| 61.                                         | 27 maart 2021                               | Nederland – Letland                         | 2 – 0                                       | Kwalificatie WK 2022                        |                                             |
| 62.                                         | 30 maart 2021                               | Gibraltar – Nederland                       | 0 – 7                                       | Kwalificatie WK 2022                        | 61' 88'                                     |
| 63.                                         | 2 juni 2021                                 | Nederland – Schotland                       | 2 – 2                                       | Vriendschappelijk                           | 17' 89'                                     |
| 64.                                         | 6 juni 2021                                 | Nederland – Georgië                         | 3 – 0                                       | Vriendschappelijk                           | 10'                                         |
| 65.                                         | 13 juni 2021                                | Nederland – Oekraïne                        | 3 – 2                                       | EK 2020                                     |                                             |
| 66.                                         | 17 juni 2021                                | Nederland – Oostenrijk                      | 2 – 0                                       | EK 2020                                     | 11'                                         |
| 67.                                         | 21 juni 2021                                | Noord-Macedonië – Nederland                 | 0 – 3                                       | EK 2020                                     | 24'                                         |
| 68.                                         | 27 juni 2021                                | Nederland – Tsjechië                        | 0 – 2                                       | EK 2020                                     |                                             |
| Als speler bij FC Barcelona                 | Als speler bij FC Barcelona                 | Als speler bij FC Barcelona                 | Als speler bij FC Barcelona                 | Als speler bij FC Barcelona                 | 15                                          |
| 69.                                         | 1 september 2021                            | Noorwegen – Nederland                       | 1 – 1                                       | Kwalificatie WK 2022                        |                                             |
| 70.                                         | 4 september 2021                            | Nederland – Montenegro                      | 4 – 0                                       | Kwalificatie WK 2022                        | 38 (p.)' 62'                                |
| 71.                                         | 7 september 2021                            | Nederland – Turkije                         | 6 – 1                                       | Kwalificatie WK 2022                        | 16' 38 (p.)' 54'                            |
| 72.                                         | 8 oktober 2021                              | Letland – Nederland                         | 0 – 1                                       | Kwalificatie WK 2022                        |                                             |
| 73.                                         | 11 oktober 2021                             | Nederland – Gibraltar                       | 6 – 0                                       | Kwalificatie WK 2022                        | 21' 45+3 (p.)'                              |
| 74.                                         | 13 november 2021                            | Montenegro – Nederland                      | 2 – 2                                       | Kwalificatie WK 2022                        | 25 (p.)' 54'                                |
| 75.                                         | 16 november 2021                            | Nederland – Noorwegen                       | 2 – 0                                       | Kwalificatie WK 2022                        | 90+1'                                       |
| 76.                                         | 26 maart 2022                               | Nederland – Denemarken                      | 4 – 2                                       | Vriendschappelijk                           | 37 (p.)'                                    |
| 77.                                         | 29 maart 2022                               | Nederland – Duitsland                       | 1 – 1                                       | Vriendschappelijk                           |                                             |
| 78.                                         | 3 juni 2022                                 | België – Nederland                          | 1 – 4                                       | Nations League 2022/23                      | 51' 66'                                     |
| 79.                                         | 11 juni 2022                                | Nederland – Polen                           | 2 – 2                                       | Nations League 2022/23                      |                                             |
| 80.                                         | 14 juni 2022                                | Nederland – Wales                           | 3 – 2                                       | Nations League 2022/23                      | 90+3'                                       |
| 81.                                         | 22 september 2022                           | Polen – Nederland                           | 0 – 2                                       | Nations League 2022/23                      |                                             |
| 82.                                         | 21 november 2022                            | Senegal – Nederland                         | 0 – 2                                       | WK 2022                                     |                                             |
| 83.                                         | 25 november 2022                            | Nederland – Ecuador                         | 1 – 1                                       | WK 2022                                     |                                             |
| 84.                                         | 29 november 2022                            | Nederland – Qatar                           | 2 – 0                                       | WK 2022                                     |                                             |
| 85.                                         | 3 december 2022                             | Nederland – Verenigde Staten                | 3 – 1                                       | WK 2022                                     | 10'                                         |
| 86.                                         | 9 december 2022                             | Nederland – Argentinië                      | 2 – 2                                       | WK 2022                                     |                                             |
| Als speler bij Atlético Madrid              | Als speler bij Atlético Madrid              | Als speler bij Atlético Madrid              | Als speler bij Atlético Madrid              | Als speler bij Atlético Madrid              | 3                                           |
| 87.                                         | 24 maart 2023                               | Frankrijk – Nederland                       | 4 – 0                                       | Kwalificatie EK 2024                        |                                             |
| 88.                                         | 27 maart 2023                               | Nederland – Gibraltar                       | 3 – 0                                       | Kwalificatie EK 2024                        | 23'                                         |
| 89.                                         | 22 maart 2024                               | Nederland – Schotland                       | 4 – 0                                       | Vriendschappelijk                           |                                             |
| 90.                                         | 26 maart 2024                               | Duitsland – Nederland                       | 2 – 1                                       | Vriendschappelijk                           |                                             |
| 91.                                         | 6 juni 2024                                 | Nederland – Canada                          | 4 – 0                                       | Vriendschappelijk                           | 50'                                         |
| 92.                                         | 10 juni 2024                                | Nederland – IJsland                         | 4 – 0                                       | Vriendschappelijk                           |                                             |
| 93.                                         | 16 juni 2024                                | Polen – Nederland                           | 1 – 2                                       | EK 2024                                     |                                             |
| 94.                                         | 21 juni 2024                                | Nederland – Frankrijk                       | 0 – 0                                       | EK 2024                                     |                                             |
| 95.                                         | 25 juni 2024                                | Nederland – Oostenrijk                      | 2 – 3                                       | EK 2024                                     | 75'                                         |
| 96.                                         | 2 juli 2024                                 | Roemenië – Nederland                        | 0 – 3                                       | EK 2024                                     |                                             |
| 97.                                         | 6 juli 2024                                 | Nederland – Turkije .                       | 2 – 1                                       | EK 2024                                     |                                             |
| 98.                                         | 10 juli 2024                                | Nederland – Engeland                        | 1 – 2                                       | EK 2024                                     |                                             |
| Als speler bij Corinthians                  | Als speler bij Corinthians                  | Als speler bij Corinthians                  | Als speler bij Corinthians                  | Als speler bij Corinthians                  | 4                                           |
| 99.                                         | 20 maart 2025                               | Nederland – Spanje                          | 2 – 2                                       | Nations League 2024/25                      |                                             |
| 100.                                        | 23 maart 2025                               | Spanje – Nederland                          | 3 – 3 (5 – 4 n.s.)                          | Nations League 2024/25                      | 54'                                         |
| 101.                                        | 7 juni 2025                                 | Finland – Nederland                         | 0 – 2                                       | Kwalificatie WK 2026                        | 6'                                          |
| 102.                                        | 10 juni 2025                                | Nederland – Malta                           | 8 – 0                                       | Kwalificatie WK 2026                        | 9 (p.)' 16'                                 |

## Erelijst
PSV
- Eredivisie: 2014/15
- KNVB beker: 2011/12
- Johan Cruijff Schaal: 2012

 Manchester United
- FA Cup: 2015/16

 FC Barcelona
- Supercopa de España: 2022/23

 Nederland onder 17
- UEFA EK onder 17: 2011

Individueel
- Topscorer Eredivisie: 22 doelpunten in 2014/15 (namens PSV)
- Nederlands Talent van het Jaar: 2014/15 (namens PSV)
- Ligue 1 Doelpunt van het seizoen 2016/17 (namens Olympique Lyonnais)

## Carrière naast voetbal
In 2018 werkte hij samen met Winne en de Ghanese zangeres Nana Fofie aan een eerste single. Enkele maanden later volgde een freestyle. In 2020 bracht hij zijn eerste album uit: Heavy Stepper. In 2021 was hij ook te gast in 101Barz voor studiosessie 387. In 2020 startte Depay zijn kledingmerk MDC (Memphis Depay Clothing) waarmee hij in 2022 een samenwerking aanging met kledingmerk Puma en een kledinglijn BADTTW (Blind and Deaf to the World) lanceerde.

### Discografie
| Lied                               | Verschijnen      | Album                         | Hitlijsten   | Hitlijsten   |
| Lied                               | Verschijnen      | Album                         | NL (Top 100) | NL (Top 100) |
| Lied                               | Verschijnen      | Album                         | Piek         | Weken        |
| ---------------------------------- | ---------------- | ----------------------------- | ------------ | ------------ |
| Tat tat (met SFB en Quincy Promes) | 11 november 2022 | Reset the levels IV (van SFB) | 64           | 1            |